# Justin D'Ath
Justin D'Ath (Otaki, 4 ottobre 1953) è uno scrittore neozelandese.

## Biografia
Figlio di Ossian William (un contadino) e Noellie Claire Caldwell, Justin è cresciuto in una fattoria di Otaki in Nuova Zelanda con altri undici tra fratelli e sorelle. Dal 1971 al 1973 ha frequentato il seminario missionario di St. Colombani College, ma non ha proseguito negli studi.
Dopo il seminario ha svolto diversi lavori, lavorando in uno zuccherificio, in una miniera, in una officina per la costruzione di automobili  e in campi per la raccolta della frutta. Ha lavorato anche come manovratore di carrelli elevatori motorizzati. 
Già dal 1995, Justin D'Ath insegnava scrittura professionale al Loddon Campaspe College di TAFE nella regione Mallee di Victoria. Il suo amore per la scrittura è apparso sin dalla giovane età. Aveva dodici anni quando scrisse il suo primo libro. Da allora ha scritto più di cinquanta libri per bambini e adulti, tra questi la famosa collezione di Extreme Adventures, tradotta in 6 lingue e adattata per la TV dalla Australia SLR Productions. Altri libri includono Lost World Circus e le serie Mission Fox e Cooper. 

## Libri
- (DE)  Das Mädchen mit den magnetischen Fingern
- (EN)  Shaedow Master
- (EN)  Aussie Nibbles: Snowman Magic
- (EN)  Aussie Nibbles: Topsy and Turvy
- (EN)  Aussie Bites: Goldfever
- (EN)  Fantabulous
- (EN)  Astrid Spark, Fixologist
- (EN)  Hunters and Warriors
- (EN)  Why Did The Chykkan Cross The Galaxy?
- (EN)  Infamous
- (EN)  The Upside-Down Girl
- (EN)  Koala Fever
- (EN)  Echidna Mania
- (EN)  The Quentaris Chronicles: The Skyflower
- (EN)  Robbie and the Dolphins
- (EN)  POOL
- (EN)  Extreme Adventures - Crocodile Attack
- (IT)  Extreme Adventures - Coccodrillo attacco fulmineo
- (EN)  Extreme Adventures - Bushfire Rescue
- (EN)  Extreme Adventures - Shark Bait
- (IT)  Extreme Adventures - Squalo esca pericolosa
- (EN)  Extreme Adventures - Scorpion Sting
- (EN)  Extreme Adventures - La coda dello scorpione
- (EN)  Extreme Adventures - Spider Bite
- (IT)  Extreme Adventures - Il morso del ragno
- (EN)  Extreme Adventures - Man Eater
- (IT)  Extreme Adventures - Leopardo caccia all'uomo
- (EN)  Extreme Adventures - Killer Whale
- (IT)  Extreme Adventures - L'orca assassina
- (EN)  Extreme Adventures - Anaconda Ambush
- (IT)  Extreme Adventures - Anaconda agguato nel buio
- (EN)  Extreme Adventures - Grizzly Trap
- (IT)  Extreme Adventures - Grizzly trappola mortale
- (EN)  Extreme Adventures - Devil Danger
- (EN)  Extreme Adventures - Monkey Mountain
- (EN)  Extreme Adventures - Tiger Trouble
- (EN)  Phoebe Nash - Detective
- (EN)  Phoebe Nash - Girl Warrior
- (EN)  Mission Fox - Snake Escape
- (EN)  Mission Fox - Panda Chase
- (EN)  Mission Fox - Dolphin Rescue
- (EN)  Mission Fox - Horse Hijack
- (EN)  Mission Fox - Puma Rumour
- (EN)  Mission Fox - Zebra Rampage
- (EN)  Mission Fox - Go Goanna
- (EN)  Dinosaur Dreaming
- (EN)  Mission Fox - Koala Round-up
- (EN)  Lost World Circus - 1 - The Last Elephant
- (EN)  Lost World Circus - 2 - The Singing Ape
- (EN)  Lost World Circus - 3 - Secret Superhero
- (EN)  Lost World Circus - 4 - Boy Versus Rat Dog
- (EN)  Lost World Circus - 5 - Plague Island
- (EN)  Sam Fox Extreme Adventures
- (EN)  Lost World Circus - Book 6 - Animal Planet
- (EN)  COOPER

## Premi e onorificenze
- Alan Marshall Award (1987);
- Arafura Short Story Award (1988 e 1989)
- Fellowship of Australia Writers;
- Jessie Litchfield Award, e Caltex;
- Bendigo Advertiser Award, il tutto per The Initiate;
- Children's Book Council, per Hunters and Warriors (2002);
- Shaedow Master (2004)